# Ràfega ràpida de ràdio
En radioastronomia, una ràfega ràpida de ràdio (FRB, per les seves sigles en anglès) és un fenomen astrofísic de gran energia d'origen desconegut que es manifesta com un pols de ràdio fugaç que dura en mitjana uns pocs mil·lisegons. Si bé és extremadament energètica a la seva font, la força del senyal que arriba a la Terra ha estat descrita com a 1.000 vegades menys que des d'un telèfon mòbil a la Lluna.
Duncan Lorimer i el seu estudiant David Narkevic van descobrir la primera ràfega ràpida de ràdio en 2007 mentre analitzaven dades d'arxiu dels diferents esclats d'energia transitòria astronòmica, com els púlsars i els esclats de rajos gamma. Hom va trobar un so de ràdio que va descendir en freqüència durant 15 mil·lisegons, la dispersió produïda per la freqüència de la ràfega permet el mapatge del gas ionitzat, que s'hi pot observar amb els instruments utilitzats pels astrònoms, per tant es refereixen a aquest fenomen comunament com a ràfegues Lorimer.
Tot i que l'origen i la causa exactes són incerts, la majoria són extragalàctics. La primera FRB es va detectar a la Via Làctia a l'abril del 2020.
Des d'aquella primera detecció, es van proposar buscar més senyals en aquesta direcció, amb el conjunt de les dades existents i les observacions addicionals recopilades, però no van trobar, com l'ocorregut amb algunes ones rebudes en altres observatoris, sense conèixer l'origen ni les causes exactes dels espectres electromagnètics.
Es van proposar diversos fenòmens, des del reflex accidental d'un pols d'energia destinat a empènyer una vela de llum interestel·lar, podria haver estat una explosió en una batalla amb naus estel·lars, estels de neutrons de rotació ràpida o d'un forat negre.
Avui dia més de 100 ràfegues ràpides de ràdio (FRB), han estat detectades, tot i que l'àmplia dispersió en diferents ubicacions s'han posat en contra l'argument d'una font tecnològica extraterrestre.
Amb especial interès una d'aquestes ràfegues provenia d'una font que repetia el seu senyal moltes vegades, trobant-se aproximadament 100 explosions repetides, trobant-se a una galàxia irregular òpticament feble el desplaçament de la qual la col·loca a 2,5 milions d'anys llum de distància. Tant la distribució general de les fonts, com les distàncies estimades a partir de la freqüència, continuen indicant que el catàleg actual dels FRB detectats són tots extra galàctics.
Per a saber la localització d'aquestes ràfegues es realitza un càlcul partint de la caiguda de freqüència durant la ràfega, que viatja per ones electromagnètiques a través del buit a la velocitat de la llum. Aquestes ones tenen un retard depenent de la freqüència a mesura que travessen les partícules carregades que s'hi troben al medi interestel·lar en el seu camí cap a la Terra. A la Via Làctia encara no ha ocorregut res.
El sol també emet aquest tipus d'ones molt més febles, són produïdes per les erupcions solars viatjant a través del plasma que l'envolta.
Una vegada descobert, el tipus de senyal, els astrònoms han engegat diversos radiotelescopis. Al febrer, el radiotelescopi CHIME a Canadà va informar de 13 noves ràfegues ràpides de ràdio. Uns altres com el ASKAP a Austràlia poden localitzar centenars de deteccions noves per any fent que siga menys complicat detectar-les, i és una ajuda per a la comprensió de l'estructura i la distribució total de l'univers.